# Копылов, Виталий Иванович
Виталий Иванович Копылов (29 декабря 1925, Омск, РСФСР, СССР — 29 ноября 2012, Санкт-Петербург) — советский и российский актёр оперетты и кино, народный артист РСФСР (29.04.1980).

## Биография
Виталий Копылов родился 29 декабря 1925 года в Омске. Во время Великой Отечественной войны начал работать слесарем на заводе в Новосибирске. Когда в 1944 году в городе вновь начали формировать труппу оперного театра, по путевке завода поступил в хор театра, который и стал его первой актёрской школой. С 1948 года учился в музыкальном техникуме. В 1954 году окончил Ленинградскую консерваторию имени Н. А. Римского-Корсакова по классам сольного (педагог Е. Ольховский) и камерного пения (педагог С. Апродов). Актёрским мастерством занимался в классе А. Киреева. 

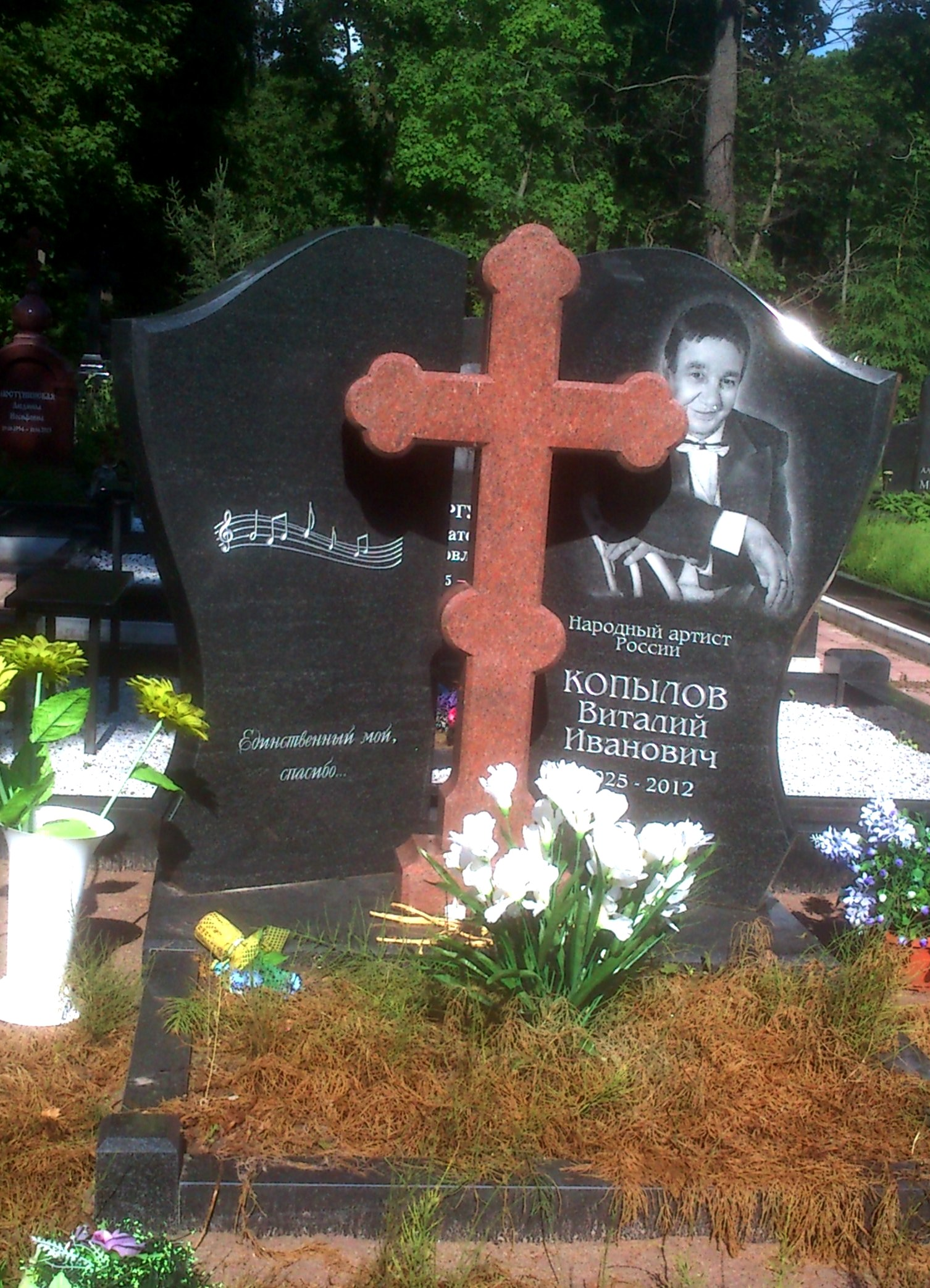
Фото могилы артиста оперетты В. И. Копылова на Смоленском православном кладбище в Санкт-Петербурге

После окончания консерватории с 1955 года стал солистом Ленинградского театра музыкальной комедии, где проработал всю жизнь. Сыграл в театре 90 ролей.
Кроме театра, много работал на эстраде, где в течение 25 лет выступал в дуэте с Владимиром Матусовым, исполняя песни советских композиторов, в первую очередь, песни В. П. Соловьёва-Седого.
Умер 29 ноября 2012 года в Санкт-Петербурге после тяжелой продолжительной болезни. Похоронен на Смоленском кладбище Санкт-Петербурга.

## Премии и награды
- Медаль «За доблестный труд в Великой Отечественной войне 1941—1945 гг.» (1945).
- Медаль «Ветеран труда» (1984).
- Заслуженный артист РСФСР (10.07.1965).
- Народный артист РСФСР (29.04.1980).
- Лауреат театральной премии Санкт-Петербурга «Золотой софит» в номинации «За творческое долголетие и уникальный вклад в театральное искусство Санкт-Петербурга» (2005).
- Орден Почёта (3 июня 2006)[4]

## Творчество

### Работы в театре
- «Баядера» (И. Кальман) — Филипп,
- «Марица» (И. Кальман) — Стефан,
- «Мистер Икс» (И. Кальман) — Тони и Пеликан
- «Венские встречи» (И. Штраус) — Дурибан
- «Золотая долина» (И. Дунаевский) — Николай
- «Поцелуй Чаниты» (Ю. Милютин) — Рамон
- «Севастопольский вальс» (К. Листов) — Генка Бессмертный
- «Сердце балтийца» (К. Листов) — Алёша
- «Моя прекрасная леди» (Ф. Лоу) — Дулиттл
- «Мы хотим танцевать» (А. Петров) (И. Кальман) — Володя
- «Свадьба Кречинского» (А. Колкер) — Фёдор
- «Дело» (А. Колкер) — Сидоров
- «Бабий бунт» (Е. Птичкин) — Федот
- «Свадьба с генералом» (Е. Птичкин) — Ревунов-Караулов
- «Мы из Одессы, здрасьте!» (на музыку И. Дунаевского) — Филипп

### Фильмография

#### Актёр
1. 1964 — Когда песня не кончается — певец (песня «Нева» в дуэте с Владимиром Матусовым)
2. 1965 — Давайте знакомиться: месяц Май — певец
3. 1966 — Скверный анекдот — эпизод
4. 1968 — Город и песня — певец (песня «Были мы вчера сугубо штатскими» в дуэте с Владимиром Матусовым)
5. 1968 — Это было в разведке — эпизод
6. 1969 — Каждый вечер в одиннадцать
7. 1972 — Дела давно минувших дней… — чистильщик обуви
8. 1973 — Возвращённый год
9. 1973 — Мы хотим танцевать
10. 1974 — Свадьба Кречинского — Фёдор, камердинер Кречинского
11. 2000 — Империя под ударом (11-я серия: «Хлыст») — эпизод
12. 2001 — Агентство НЛС (16-я серия) — клиент
13. 2004 — Гамлет
14. 2006—2007 — Улицы разбитых фонарей-8 (2006—2007) — Дмитрий Игнатьевич, «Магнус», эстрадный артист (1-я серия Алиби); эпизод (18-я серия Финальный аккорд)

#### Вокал
1. 1958 — Очередной рейс — песня шофёра (музыка В. Соловьёва-Седого на слова С. Фогельсона) с А. Александровичем и В. Матусовым
2. 1983 — Вольный ветер